# 自动步枪

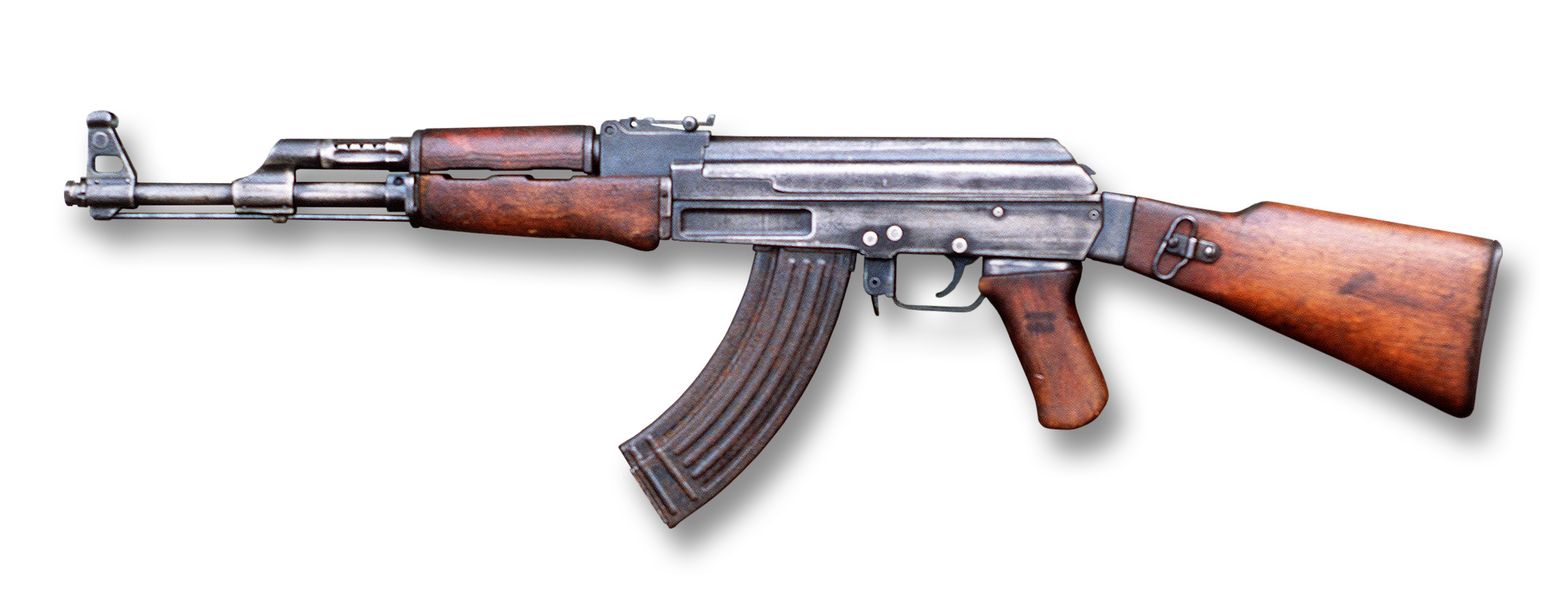
前蘇聯AK自动步槍

自动步枪指连续击发、具备全自動射擊能力的步枪。利用推进弹头的部分气体或後座力进行退弹壳、装弹并再次射击的步枪，也就是说，射出一发槍彈後槍機會自行拋殼，把擊針或擊錘壓縮至待擊狀態，並把下一發彈藥推至槍膛中，在發射兩發槍彈之間無需再次手動上膛。
自動步槍包括了戰鬥步槍、重管自動步槍、射手步槍和突擊步槍等。
自20世纪初俄国的費德洛夫M1916自动步枪、法国的Mle 1918 全自动卡宾枪以及第一次世界大战後出现的白朗宁自动步枪。到第二次世界大战中出现的FG42傘兵步枪與StG44突击步枪，以后至60年代，枪械自动化结构迅速发展。先后有前苏联米哈伊尔·卡拉什尼科夫研制的AK突击步枪，美国人研制的M16突擊步槍等。
自動步槍一般使用當代中高初速中或小口徑步槍子彈，初速達每秒六百米以上。

## 自動步槍主要分類

### 傳統式的自動步槍

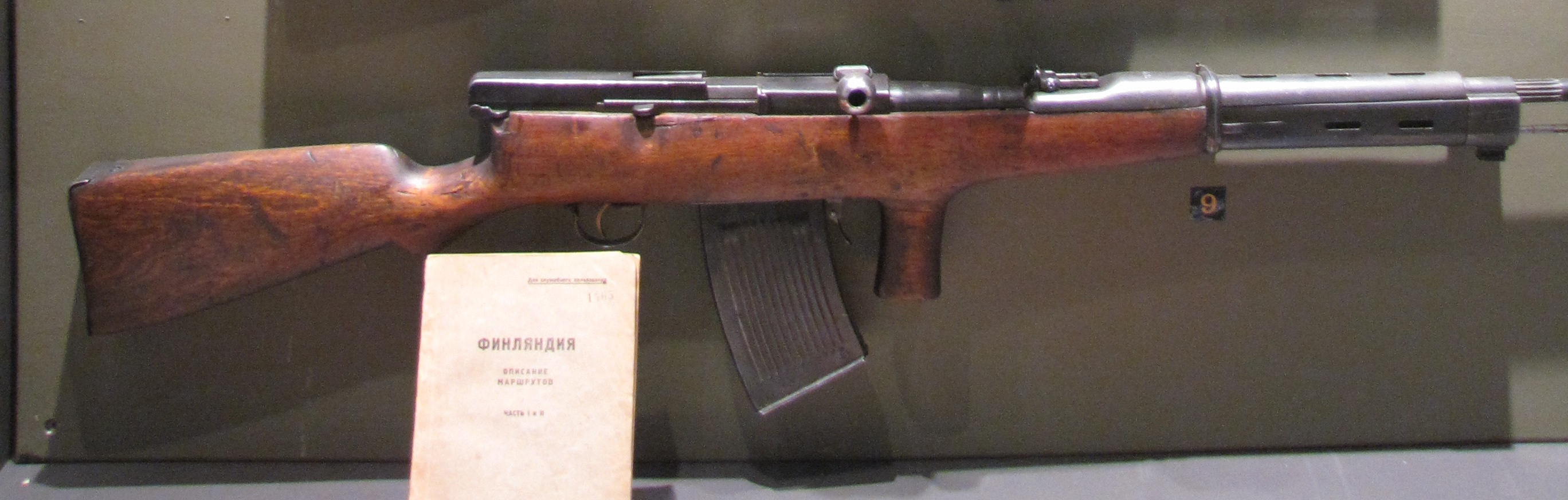
费德洛夫M1916自动步枪。

因为原先设计意在通用性（不在人体工学），所以弹药为制式的全火力步枪弹，导致连射时较难控制。这种自动步枪主要被用作半自动射击，曾于短期与流行于各国军队，直到突击步枪的兴起才逐渐被淘汰。早期代表有费德洛夫M1916自动步枪，晚期有FN FAL自動步槍、M14自動步槍和HK G3自動步槍。

### 重管自動步槍

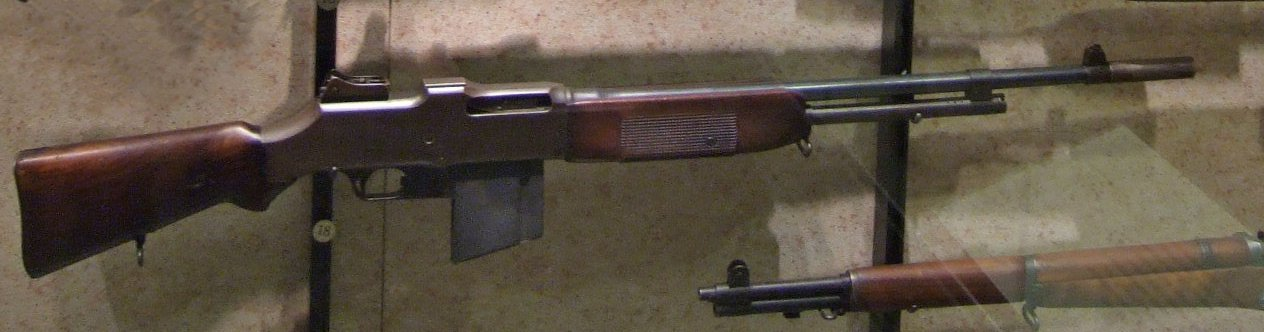
白朗宁自动步枪

初期的部分自动步枪发射大威力步枪弹，並裝有較厚重的槍管和兩腳架，適合較長時間的全自動射擊，早期代表有美國的勃朗宁自动步枪和德國的FG42伞兵步枪，後期代表有比利時的FALO支援用輕機槍型。而現代的則改為發射中間火力彈和小口徑步槍彈，比如RPK輕機槍和HK IAR自动步槍。現代也常將此類自動步槍包括在輕機槍之中。

### 突击步枪

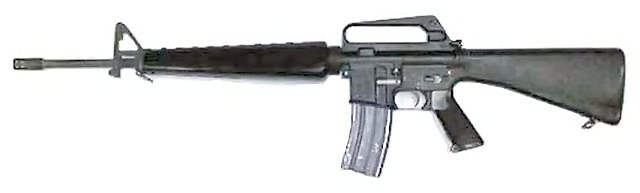
M16突击步枪

发射中间型威力枪弹或者小口径步枪弹，具備快慢機，整體長度較制式自動步槍及重管自動步槍短，是取代早期自動步槍或半自動步槍地位的槍械。實驗時期的代表有Mle 1918 全自动卡宾枪，早期制式化的突擊步槍有StG44突擊步槍、AK突擊步槍、M16自動步槍，中期的AUG和FAMAS，近年有G36和FN F2000等。